# Andreas Mordtmann
Andreas David Mordtmann [der Jüngere] (* 1. Mai 1837 in Hamburg; † 28. Februar 1912 in Konstantinopel) war ein deutscher Arzt und Gelehrter, der in Konstantinopel tätig war.

## Leben
Andreas Mordtmann war der Sohn von Andreas David Mordtmann (1811–1879), der seit 1845 Vertreter der Hansestädte in Konstantinopel und ein bedeutender Orientalist war. Andreas Mordtmann wuchs in Konstantinopel auf und besuchte dann zunächst das Gymnasium in Anklam und anschließend das Johanneum in Hamburg. Danach studierte er Medizin in Berlin und Würzburg, wo er 1861 zum Dr. med. promoviert wurde. 1863/64 war er Assistenzarzt an der Universitätsklinik Halle. 1864 wurde er als Arzt in Hamburg examiniert. Anschließend wurde er als Arzt in Konstantinopel tätig. Seit 1867 war er als Assistenzarzt am Deutschen Krankenhaus tätig, von 1877 bis zu seinem Ruhestand 1906 war er dort leitender Arzt und unterhielt auch eine Privatpraxis. 
Vermittelt durch seinen Vater sprach er eine Reihe von orientalischen Sprachen sowie Neugriechisch. In seiner Freizeit beschäftigte er sich intensiv mit Inschriften, Münzen und Bleisiegeln und veröffentlichte zahlreiche Aufsätze insbesondere zur Geschichte, Kultur und Topographie des byzantinischen Konstantinopels.
Mordtmann sammelte byzantinische Bleisiegel. Er publizierte auch wissenschaftlich auf diesem Gebiet und gilt mit Gustave Schlumberger als einer Begründer der byzantinischen Siegelkunde. Zwischen 1869 und 1875 schenkte er dem Orientalischen Münzkabinett der Universität Jena mehr als 20 Siegel. 1908/09 erwarb das Wiener Münzkabinett ca. 610 Stücke aus seiner Sammlung, die ihm von der Wiener Münzhandlung Gebrüder Egger angeboten wurden.
Mordtmann wohnte in der Rue Kartal (heute Kartal Sokak) 3 in Pera, wo er auch seine Privatpraxis betrieb. Er war mit Maria Virginia Capoleone (* 1849) verheiratet, einer Tochter des Italieners Luigi Capaleone (1808–1882), Leibarzt Sultan Murads V. Die Tochter Maria Christina Euphrasia („Cristel“; * 1876) heiratete 1899 den italienischen Architekten Edoardo de Nari (1874–1954), der in Konstantinopel tätig war.

## Ehrungen und Mitgliedschaften
- 1871 ordentliches Mitglied der Griechischen philologischen Gesellschaft zu Konstantinopel.
- 1874 Ritter 1. Abteilung des Großherzoglich Sächsischen Hausordens der Wachsamkeit oder vom Weißen Falken des Großherzogtums Sachsen-Weimar-Eisenach[6]
- 1876 Mecidiye-Orden 3. Klasse[7]
- 1878 preußischer Roter Adlerorden 4. Klasse[8]
- 1885 Kommandeur 2. Klasse des schwedischen Wasaordens[9]
- 1892 Mecidiye-Orden 2. Klasse[10]
- 1894 preußischer Sanitätsrat[11]
- korrespondierendes Mitglied des Archäologischen Instituts des Deutschen Reiches[12]

## Veröffentlichungen
In der wissenschaftlichen Literatur und in Bibliothekskatalogen werden einige seiner Schriften häufig mit denen seines Vaters oder seines Bruders verwechselt.
- [Dr. A. D. Mordtmann]: Einige Beobachtungen über Morbus Brightii. Dissertation Würzburg 1861 (Digitalisat).
- [A. D. Mordtmann jr.] Beiträge zur Kenntnis der byzantinischen Bleisiegel. In: Berliner Blätter für Münz-, Siegel- und Wappenkunde 5, 1870, S. 271–282 (Digitalisat).
- [Dr. Mordtmann] Quelques notes sur l’épidémie cholérique du vilayet de Khoudavendiguiar (Brousse) pendent l’été de 1871. In: Gazette Médicale d’Orient 15, 9/10, 1872; S. 56–62
- [Dr. Mordtmann fils] Περὶ βυζαντινῶν μολυβδοβούλλων. In: Ο Εν Κωνσταντινουπόλει Ελληνικός Φιλολογικός Σύλλογος. Σύγγραμμα Περιοδικόν 7, 1872–1873, S. 57–81 (Digitalisat),
- [A. Mordtmann Jr.] Sur les sceaux et plombs byzantins. Conférence tenue dans la Société littéraire grecque. Imp. du "Phare du Bosphore", Weiss, Konstantinopel 1873 (französische Fassung des vorigen).
- [A. Mordtmann Jr.] Plombs byzantins de la Grèce et du Péloponnèse. In: Revue Archéologique NS 33, 1877, 289–298 (Digitalisat); NS 34, 1877, 47–60 (Digitalisat).
- [Dr. A. Mordtmann Jr.] Sur une inscription byzantine de Thessalonique. In: Revue Archéologique NS 36, 1878, S. 172–175 (Digitalisat).
- [Dr. A. Mordtmann Jr.] Inscriptions byzantines de Thessalonique. In: Revue Archéologique NS 37, 1879, S. 193–203 (Digitalisat).
- [Dr. med. A. Mordtmann] Ein Edikt Justinians. In: Mitteilungen des Deutschen Archäologischen Instituts in Athen 4, 1879, S. 307–311 (Digitalisat).
- [A. Mordtmann Jr.] Monuments relatifs au culte d'Isis à Cyzique. In: Revue Archéologique NS 37, 1879, S. 256–262 (1 Digitalisat)
- [Dr. Mordtmann] Das Denkmal des Porphyrios. In: Mitteilungen des Deutschen Archäologischen Instituts in Athen 5, 1880, S. 295–308 (Digitalisat).
- [Mordtmann ἰατρός] Διομήδης ἔπαρχος τῆς Πόλεως (566–574). In: Ο Εν Κωνσταντινουπόλει Ελληνικός Φιλολογικός Σύλλογος. Σύγγραμμα Περιοδικόν. Ἀρχαιολογικὴ Ἐπιτροπή. Παράρτημα τοῦ ΙΓ΄ τόμου. Konstantinopel 1880, S. 23–24.
- [Mordtmann ἰατρός] Mολυβδόβουλλα τῶν Κομνηνῶν. In: Ο Εν Κωνσταντινουπόλει Ελληνικός Φιλολογικός Σύλλογος. Σύγγραμμα Περιοδικόν. Ἀρχαιολογικὴ Ἐπιτροπή. Παράρτημα τοῦ ΙΓ΄ τόμου. Konstantinopel 1880, S. 44–49.
- [Mordtmann ἰατρός] Μολυβδόβουλλα της Δύσεως ήγουν της Ευρώπης. In: Ο Εν Κωνσταντινουπόλει Ελληνικός Φιλολογικός Σύλλογος. Σύγγραμμα Περιοδικόν. Ἀρχαιολογικὴ Ἐπιτροπή. Παράρτημα τοῦ ΙΓ΄ τόμου. Konstantinopel 1880, S. 84–94.
- [Dr. A. Mordtmann] Bulles byzantines relatives aux Varègues. In: Archives de l'Orient latin 1, 1881, S. 697–704 (Digitalisat).
- [Dr. A. Mordtmann Jr.] Μολυβδόβουλλα βυζαντινά των επαρχιών Ευρώπης. In: Ο Εν Κωνσταντινουπόλει Ελληνικός Φιλολογικός Σύλλογος. Σύγγραμμα Περιοδικόν. Ἀρχαιολογικὴ Ἐπιτροπή. Παράρτημα τοῦ ιζ’ τόμου. Konstantinopel 1886, S. 144–152 (Digitalisat).
- [Caedicius] Ancien Plan de Constantinople imprimé entre 1566 et 1574 avec notes explicatives. Lorentz & Keil, Konstantinopel [1889]
- [Dr. A. Mordtmann] Handschrift Nr. 1173 der Köprülü-Bibliothek. In: Mitteilungen des Deutschen Exkursions-Klubs in Konstantinopel Heft 2, 1889,
- [Docteur Mordtmann] Equisse topographique de Constantinople. In: Revue de l’Art chrétien 34. Jahr, 4. Ser. Band 2, 1891, S. 22–38. 207–225. 363–383. 463–485 = Equisse topographique de Constantinople. Desclee, De Brouwer et Cie, Lille 1892 (Digitalisat).
- [Dr. A. Mordtmann] Die Hafenquartiere von Byzanz. In: Mitteilungen des Deutschen Exkursions-Klubs in Konstantinopel Heft 3, 1891, S. 1–24
- [A. Mordtmann] Bίος Ἀλεξάνδρου Πασπάτη. In: Ο Εν Κωνσταντινουπόλει Ελληνικός Φιλολογικός Σύλλογος. Σύγγραμμα Περιοδικόν 23, 1891–92, S. 13–18
- [Dr. A. Mordtmann]: Die letzten Tage von Byzanz. In: Mitteilungen des Deutschen Exkursions-Klub in Konstantinopel N.F. Heft 1, 1893, S. 34–47; Heft 2, 1895, S. 1–21; auch separat Konstantinopel 1895 (Digitalisat).
- [Dr. A. Mordtmann] Eine deutsche Botschaft in Konstantinopel anno 1573–1578 (= Mitteilungen des Deutschen Exkursions-Klubs in Konstantinopel N.F. Heft 3). Keil, Konstantinopel 1895 (Digitalisat).
- [Dr. A. Mordtmann] Justinian und der Nikai-Aufstand (= Mitteilungen des Deutschen Exkursions-Klub in Konstantinopel N.F. Heft 4). Keil, Konstantinopel 1898.
- [Dr. Mordtmann] Byzantinische Glasstempel. In: Byzantinische Zeitschrift 7, 1898, S. 603–608 (Digitalisat).
- [Dr. A. Mordtmann] Die Avaren und Perser vor Konstantinopel (= Mitteilungen des Deutschen Exkursions-Klub in Konstantinopel N.F. Heft 5). Keil, Konstantinopel 1903.
- [Dr. Mordtmann] Siegel des Kaiser Leontios (695-698). In: Byzantinische Zeitschrift 15, 1906, S. 614.
- [Dr. A. D. Mordtmann] Historische Bilder vom Bosporus. 1. Urzeit. 2. Die Phönikier am Bosporus. In: Bosporus. Organ des Deutschen Ausflugs-Vereins G. Albert N.F. Heft 3, 1907, S. 3–59.
- [Dr. A. D. Mordtmann] Historische Bilder vom Bosporus. 3. Deutsche Erinnerungen vom Bosporus. In: Bosporus. Organ des Deutschen Ausflugs-Vereins G. Albert N.F. Heft 4, 1907, S. 73–108.